# Royal Institution
De Royal Institution of Great Britain ("Koninklijk Instituut van Groot-Brittannië"), afgekort Ri, is een in Londen gevestigd instituut dat gewijd is aan wetenschappelijk onderwijs en onderzoek. Het is onder andere bekend door het werk van Michael Faraday en door de traditionele kerstlezingen, die ook op televisie worden uitgezonden.
Men verwarre dit instituut niet met de Royal Society.

## Geschiedenis
De Royal Institution is in 1799 opgericht door de belangrijkste Britse wetenschappers van die tijd, waaronder Henry Cavendish en George Finch, die de eerste voorzitter zou worden. Doel was "het verspreiden van kennis en het bevorderen van de invoering van nuttige mechanische uitvindingen en verbeteringen; en om, door series wijsgerige lezingen en proefnemingen, de toepassing van de wetenschap voor algemeen nuttige doeleinden te onderwijzen". Een groot deel van het beginkapitaal was, evenals het initiatief tot de oprichting zelf, afkomstig van de "Vereniging tot verbetering van de omstandigheden en verhoging van de welstand der armen", geleid door de filantroop Thomas Bernard en de wetenschapsman Benjamin Thompson. Het instituut is sinds de oprichting gevestigd in Albemarle Street in de wijk Mayfair. In 1800 verkreeg het koninklijke erkenning.

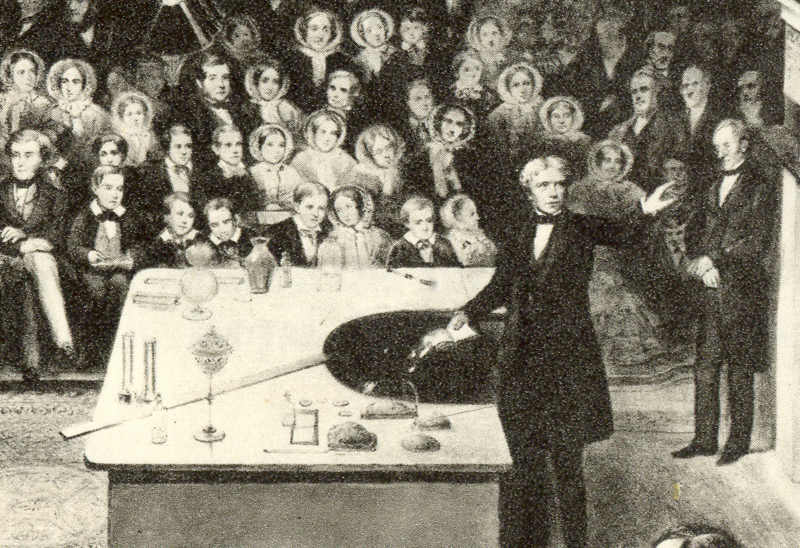
Faradays kerstlezing van 1856

Overeenkomstig zijn doelstelling heeft het instituut vanaf het begin geprobeerd om door middel van lezingencycli het publiek bij de wetenschap te betrekken. Veel van die cycli bestaan vandaag de dag nog steeds. De bekendste ervan zijn de jaarlijkse kerstlezingen, ingesteld door Michael Faraday.
Ook heeft het instituut van oudsher een belangrijke rol gespeeld bij de bevordering van de wetenschap. Bekende geleerden die op de Royal Institution gewerkt hebben zijn onder anderen Humphry Davy (ontdekker van de elementen natrium en kalium), Lawrence Bragg (onderzocht de structuur van kristallen met behulp van röntgenstralen) en meer recent George Porter (ontwikkelde met anderen de flitsfotolyse). De beroemdste is echter waarschijnlijk Michael Faraday, die in de 19e eeuw met zijn onderzoekswerk op de Royal Institution de basis legde voor de praktische toepassing van elektriciteit. In dat verband ontwikkelde hij er o.a. de eerste elektrische generator. Veertien van de aan het instituut verbonden wetenschappers, waaronder de genoemde Bragg en Porter, hebben Nobelprijzen gewonnen. Tien scheikundige elementen zijn er ontdekt, evenals de roosterstructuur van vele kristallen.

## De Royal Institution vandaag
Tegenwoordig is het instituut een moderne organisatie, toegewijd aan "het verspreiden van de wetenschap voor het algemeen nut". Directeur is (in 2007) Susan Greenfield. Het lidmaatschap staat open voor iedereen tegen betaling van een jaarlijkse contributie. Er zijn geen ballotages of academische eisen. Voor scholen is het lidmaatschap gratis.
De vorstelijke behuizing van het instituut is sinds 1799 sterk uitgebreid en vernieuwd, en staat tegenwoordig onder monumentenbescherming. Naast het beroemde lezingentheater van Faraday biedt het gebouw plaats aan een aantal evenementenzalen, een uitgebreide bibliotheek en moderne onderzoeksvoorzieningen. Ook het Science Media Centre ("Centrum voor Wetenschap en Media"), een onafhankelijke organisatie die het begrip tussen wetenschappers en media tracht te bevorderen, is er gehuisvest.
Het instituut biedt een omvangrijk wetenschappelijk programma aan, zowel voor het algemene publiek als voor scholen. Per jaar worden meer dan honderd evenementen georganiseerd, gewijd aan uiteenlopende onderwerpen. Elk jaar rond kerstmis worden de vijf kerstlezingen gehouden. Deze zijn gericht op de jeugd en werden tientallen jaren lang door de BBC uitgezonden, zodat ook Nederlandse en Belgische kabelkijkers ze konden volgen. Tegenwoordig zijn de uitzendingen echter verhuisd naar de commerciële Britse televisie. Verder worden er wekelijks vrijdagavondlezingen gehouden door vooraanstaande geleerden, waarbij iedere spreker zich tot precies één uur moet beperken. Deze lezingen zijn toegankelijk voor alle Ri-leden en hun introducés. Traditioneel wordt men hier geacht in avondkleding te verschijnen, hoewel dit tegenwoordig niet meer verplicht is. Zowel in Albemarle Street als op andere plaatsen in het land worden nog veel meer lezingen en evenementen gehouden.

### Afstoten onderzoekswerk
Tot 2007 werd er op het instituut wetenschappelijk onderzoek bedreven onder auspiciën van het Davy-Faraday-onderzoekslab, dat op het gebied van vastestofchemie zelfs tot de meest vooraanstaande van het land werd gerekend. Nu is alle onderzoek echter verplaatst naar het University College (onderdeel van de Universiteit van Londen) om ruimte te maken voor een nieuwe bestemming van de instituutsgebouwen. Er komt o.a. een openbaar restaurant, wetenschappelijke diensten voor mediabedrijven en het accent verschuift in het algemeen van het feitelijk bedrijven van wetenschap naar het presenteren van de wetenschap aan het publiek. Dientengevolge wordt er vanaf 2007, voor het eerst sinds de oprichting in 1799, geen wetenschappelijk onderzoek meer gedaan aan de Royal Institution.

## Het Faradaymuseum

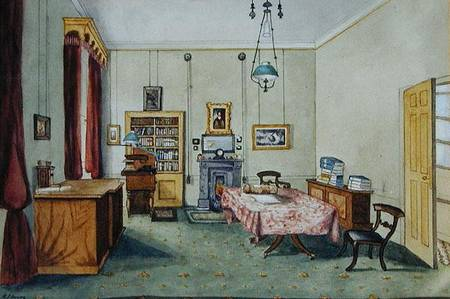
Faradays werkkamer op het Instituut, ca. 1850-1855

In 1973 opende de Royal Institution dit geheel aan Michael Faraday gewijde museum. Het bevindt zich in het hoofdgebouw aan Albemarle Street en is door de week tijdens kantooruren voor het publiek geopend. Een van Faradays laboratoria is er gereconstrueerd. In een andere ruimte staan historische apparaten en andere voorwerpen die met Faraday te maken hebben.